# Norwich Terrier
Der Norwich Terrier von der FCI anerkannte britische Hunderasse (FCI-Gruppe 3, Sektion 2, Standard Nr. 72).

## Herkunft und Geschichtliches
Im Bild „Die Verlobten“ von Jan van Eyck aus dem Jahre 1430 ist zu Füßen des dargestellten Paares ein kleiner Hund zu sehen, der im Aussehen dem heutigen Norwich Terrier entspricht. Hans Räber schreibt dazu:

„Nun gleicht besagter Hund auf dem Bild in der Tat auffallend einem heutigen Norwich Terrier, aber es muß auch gesagt werden, daß die Belgier in dem Hund auf dem Bild von Jan van Eyck einen Brüsseler Griffon, die deutschen Autoren jedoch einen Affenpinscher sehen!“

Norwich Terrier und Norfolk Terrier waren bis Mitte des 20. Jahrhunderts eine gemeinsame Rasse. Beide kommen aus der englischen Grafschaft Norfolk, die Hauptstadt Norwich ist bei dieser Rasse namensgebend. Kleine Terrier wurden seit langem zur Bekämpfung von Ratten und Mäusen gezüchtet und auch für Wettkämpfe eingesetzt, in denen darauf gewettet wurde, welcher Hund in der Kampfarena, der Pit, am schnellsten die meisten Ratten tötete. Im Süden von Irland züchtete Colonel Vaugham extra kleine Varianten (bis 25 cm), die er brauchte, um Füchse aus dem Bau zu treiben.
Viele andere kleine Terrierrassen, die später hinzu gezüchtet wurden, schufen den heutigen Hundetyp. Als selbstständige Rasse existiert der Norwich Terrier seit 1964 in Großbritannien und seit 1979 in den USA.

## Beschreibung

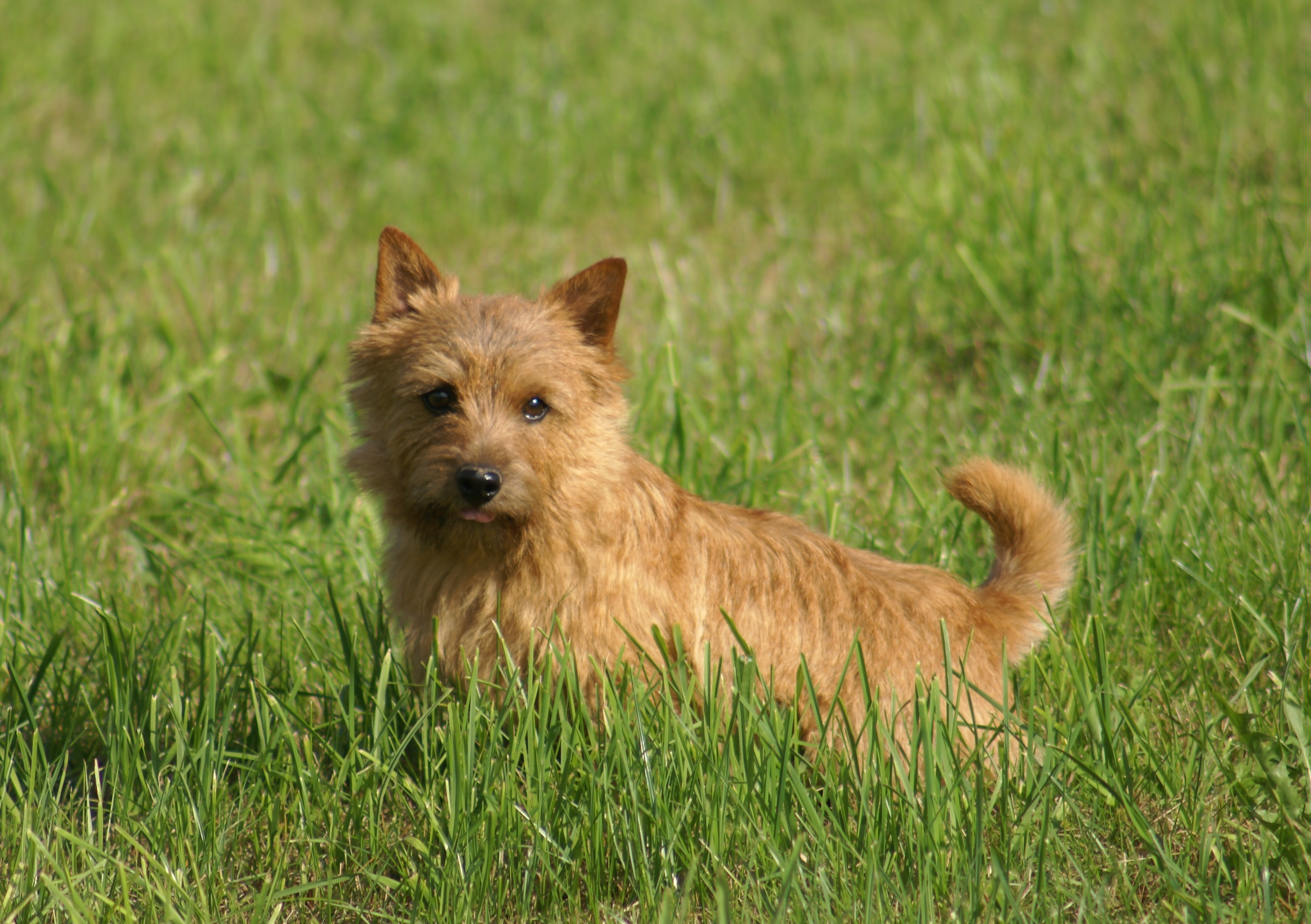
Norwich Terrier einfarbig

Der Norwich Terrier ist ein kleiner (bis 26 cm), kurzbeiniger, schneidiger Hund, kompakt und kräftig, mit kurzem Rücken, aktiv, von robuster körperlicher Konstitution. Die Fellfarbe ist in allen Schattierungen von rot, weizenfarben, schwarz mit loh oder grizzle. Wie beim Norfolk Terrier ist das Haar hart, drahtig und gerade, dicht am Körper anliegend mit dickem Unterhaar. Rassekennzeichnend sind die aufgerichteten Ohren, weit voneinander auf dem Oberkopf angesetzt, mittelgroß und spitz.

## Wesen
Nachdem er als Rattenfänger nicht mehr gebraucht wird, ist er heute meist ein reiner Familienhund. Der ideale Norwich Terrier zeigt sich liebenswürdig, nicht streitsüchtig, aufmerksam und furchtlos.

## Krankheiten
Beim Norwich Terrier tritt das Obere-Luftweg-Syndrom (OLS) auf, das sich klinisch äußert in Atemnot, pfeifendem Atemgeräusch,
reduzierter Leistungs- und Stresstoleranz. Die Ursachen liegen in physischen Veränderungen der oberen Atemwege bei den betroffenen Hunden. Durch entsprechende Selektion (kein Zuchteinsatz betroffener Tiere) konnte die Zahl von Neuerkrankungen in der Schweiz gesenkt werden.